# 취음
취음(取音) 또는 군두목(軍都目)은 원래 한자어가 아닌 낱말을 소리가 비슷한 한자를 빌려 표기하는 방법을 말한다. 한자를 빌려 한국어를 적는 차자표기법에 속하지만, 취음은 특히 적는이의 주관에 따라 그럴듯한 어원풀이를 덧붙인 것을 가리킨다. 이런 점에서 부회표기라고 하기도 한다. 또한, 한자어라도 소리는 같되, 바른 글자가 아닌 자를 붙인 것도 여기에 포함된다. 예를 들어 생각을 '生覺'으로, 편수(공장 두목)를 '編首' 또는 '변수(邊首)'로, 각시를 '閣氏'로 적는 것이다.
취음을 이용한 인명으로는 임꺽정이 있는데 독중개과의 민물고기인 꺽정이를 이름으로 쓴 것을 임거정(林巨正)으로 취음한 것이다.

## 역사
훈민정음 창제 이전에는 한국어를 적을 수 있는 문자가 한자밖에 없었고, 한자는 하나의 글자가 특정한 뜻을 갖는 표의,표어문자이다. 한자로 한자어가 아닌 인명, 지명 등의 고유명사를 적을 때에는 하나의 소리값에 대응하는 한자가 여러 가지 있기 때문에, 여러 표기가 동시에 나타난다. 처음에는 서로 의미가 연결되지 않는 글자(또는 별뜻이 없는 글자)를 골라 써서 한자어가 아님을 알기 쉬웠으나, 후대로 갈수록 한자어와 관계없는 말까지 한자 뜻으로 풀이하려는 경향이 나타났다. 왜냐하면 비한자어라도 음절 하나하나가 뜻을 가진 한자는 뜻없는 소리를 옮겨적을 때도 은연 중에 낱말에 대한 풀이를 하게 되는 경우가 많기 때문이다.이 때문에 글쓴이의 의도에 따라 좋은 뜻의 글자나 나쁜 뜻의 글자를 골라쓰게 되었고, 기억에 유리하도록 임의의 해석을 붙여 적기도 하였다. 조선시대 유학자나 한학자들이 펴낸 어원에 관한 책을 보면 고유어를 한자뜻으로 풀이하려 애쓴 억지스런 경우도 많이 보인다.
이런 경우 후세 사람들이 어원을 착각하는 경우가 많아 역으로 한자어에서 비한자어가 파생되어 나왔다는 민간 어원설이 생기기도 하여, 어원 연구에 어려움을 주고, 고유어를 한자어로 둔갑시켜 버린다. 또한, 이두표기등에서는 한자의 음과 새김을 이용하여 적은 음훈차표기법에 의한 낱말이 많은데, 한자를 새김으로 읽는 독법이 사라져 한자음만 따서 읽게 됨으로써 본디 낱말의 어형이나 발음을 잊고 엉뚱하게 발음하게 된 단어도 있다. 또한 취음이나 한자어와 연관지어 생각하는 어원의식이 줄곧 되풀이되면 실제 고유어 어형까지 변화시키게 된다. '기와'는 본래 '디새'란 어형이었으나, 한자 瓦의 음과 결부되면서 소리의 일부가 와로 바뀌었다.

## 예
현재 한자어로 인식되는 지명이나 문헌의 옛 단어 가운데는 사실상 취음인 낱말이 많다.
'미국'(美國)이란 단어의 美가 America란 영어 단어를 소리 나는 대로 한자로 옮긴 亞美利加의 축약형에서 나온 것임을 알지 못한 사람들은 아름다울 美라는 한자 뜻에 이끌려 이를 "아름다운 나라"라는 뜻풀이에서 나왔다고 잘못 알기 쉽다. 비한자어라도 한자표기를 늘 그리고 오랫동안 함께 쓰게 되면 해당한자에 비한자어의 뜻이 옮아버리거나, 무의식중에 영향을 받는 경우도 많다.
예를 들어 弗은 본래 뜻과 관계없이 모양의 비슷함때문에 달러 표시($)의 대용으로 쓰이다가, "달러"라는 뜻이 "불"이라는 한자음에 녹아 들어갔다. 또한 한자표기가 달려있다 하더라도 그것이 늘 어원상 중국어에서 왔다는 것을 뜻하지 않는다.
'시어머니', '시아버지'에 쓰이는 '시'(媤)는 한국어 고유어 형태소인 것을 옛 사람들이 나름대로 해석하여 자체적으로 만든 한국 한자(媤)로 표기한 것으로 어원은 고유어이다.
'불교'(佛敎)의 佛은 본래 산스크리트어의 buddah를 중국이 한자로 음역한 것으로, 弗이란 기존의 한자로 음을 나타내고, 부수(인변)로 사람이름임을 나타낸 글자이므로, 어원은 산스크리트어인데, 이것이 근대에 다시 프랑스(France)의 음역표기인 불란서(佛蘭西)에 쓰이면서 佛자가 부처,프랑스등의 뜻을 두루 가리키게 되었다.
또한 '역참'(驛站)이란 한자어의 참(站)은 본래 우두커니 서다란 뜻이나 몽골어에서 온 jam이란 단어를 이 한자로 음역함으로써 현재는 본디 뜻보다 역(정거장)의 의미로 널리 쓰이고 있다. 낱말의 어원이나 뜻을 가릴 때,특히 오래된 단어나 땅이름의 경우는 한자표기가 있다고 해서 표기한자의 일차적인 뜻을 어원으로 생각해서는 안되며, 음과 새김, 변천과정, 이표기의 존재등 여러 가지 변수를 따져야 한다.
《군두목》(軍都目)이라는 책이 있는데, ‘군도목(軍都目)’ 역시 ‘군두목’을 소리나는 대로 한자로 취음한 것이다.
우레는 취음표기의 영향을 받은 '우뢰'(雨雷)가 국어사전까지 실렸다가, '울[鳴]+에'로 분석되는 단어임이 밝혀져 '우레'가 표준어가 되었다.

### 고유어 취음표기의 예
- 바다 → 波多
- 임금 → 人君
- 괭이 → 廣耳
- 광대 → 廣大
- 도령 → 道令
- 서방 → 書房, 西房
- 곁꾼 → 格軍
- 가시나 → 假僧兒
- 차꼬 → 錯固
- 수고 → 受苦

## 같이 보기
- 이두
- 향찰
- 구결
- 동언고략
- 민간어원
- 아테지